# Valle de Tabladillo
Valle de Tabladillo is een gemeente in de Spaanse provincie Segovia in de regio Castilië en León met een oppervlakte van 16,46 km². Valle de Tabladillo telt 99 inwoners (1 januari 2016).

## Demografische ontwikkeling
Bron: INE, 1857-2011: volkstellingen